# قبة سي
تقع قبة سي، المعروفة أيضًا باسم قبة شارلي، أو قبة كونكورديا في القارة القطبية الجنوبية على ارتفاع 3233 مترًا (10607 قدمًا) فوق مستوى سطح البحر، وهي واحدة من عدة قمم موجودة ضمن الصفائح الجليدية هناك. تقع القبة على هضبة القارة القطبية الجنوبية، على بعد 1100 كيلومتر (680 ميلًا) إلى الداخل من محطة البحوث الفرنسية في دومون دو أورفيل، وعلى بعد 1100 كيلومتر (680 ميلًا) إلى الداخل من محطة كيسي الأسترالية و 1200 كيلومتر (750 ميلًا) إلى الداخل من محطة زوكيلي الإيطالية في خليج تيرا نوفا. وتبعد عنها محطة فوستوك الروسية بحوالي 560 كيلومترًا (350 ميل). تعتبر القبة موقعًا لمحطة كونكورديا للأبحاث، التي تديرها فرنسا وإيطاليا بشكل مشترك.

## خلفية تاريخية
في السبعينيات، قامت فرق ميدانية من عدول دول بالحفر في موقع قبة سي لأخذ عينات من الجليد. أسمتها قوة الدعم البحرية الأمريكية قبة شارلي (بحسب شفرة الألفائية اللفظية للناتو)، وسرب طائراتها ب إيه إكس إي – 6 (AXE-6)، وكانت مهمته تقديم الدعم اللوجستي للفرق الميدانية. في يناير ونوفمبر 1975، تعرضت ثلاث طائرات من نوع لوكهيد إل سي-130 لأضرار جسيمة أثناء محاولة الإقلاع من قبة شارلي. في نوفمبر 1975 ونوفمبر 1976، أنشأت البحرية الأمريكية معسكرات ميدانية في القبة لإصلاح الطائرات. وبعد إجراء إصلاحات هيكلية رئيسية واستبدال محركاتها في الميدان، نقلت الطائرات إلى محطة ماكموردو في 26 ديسمبر 1975 و 14 يناير 1976 و 25 ديسمبر (يوم عيد الميلاد) 1976.
من نوفمبر 1977 إلى مارس 1978، استقر فريق فرنسي من 13 شخصًا في المنطقة التي تركها الأمريكيون الذين أصلحوا الطائرات. أحضروا معهم عدة أطنان من المعدات -بفضل طائرات في إيه إكس إي - 6 -وبدؤوا بحفر واستخراج عينات من الجليد حتى 980 مترًا، وبعد ذلك حللوها في مختبراتهم للدراسة. بلغ عمر عينات الجليد المستخرجة 45000 إلى 50000 عام.
خلال صيف أنتاركتيكا عام 1979، أعاد الأمريكيون والفرنسيون العسكرة في المخيم، برعاية من برنامج أبحاث القطب الجنوبي الأمريكي الذي تديره مؤسسة العلوم الوطنية. أجريت دراسات حفر أساسية على الجليد العميق، ودراسات الأرصاد الجوية والزلزالية. بلغ عدد سكان المعسكر في الصيف 18 شخصًا، وجرت صيانته من البحرية الأمريكية. بقي المعسكر على حاله عندما أغلق في حوالي يناير 1980، مع تشغيل محطة أرصاد جوية بعيدة تعمل بالنظائر المشعة.
في عام 1992، قررت فرنسا بناء محطة جديدة على هضبة أنتاركتيكا، وانضمت إيطاليا إليها لاحقًا. في عام 1996، أنشأ فريق فرنسي إيطالي معسكرًا صيفيًا هناك. كان الهدفان الرئيسيان للمعسكران هما توفير الدعم اللوجستي المشروع الأوروبي لاستخراج عينات من الجليد في انتراكتيك (EPICA) وإنشاء محطة أبحاث دائمة. بدأ تشغيل محطة كونكورديا الجديدة بشكل كامل طوال العام في 2005.

## البيئة
تعد قبة سي واحدة من أبرد الأماكن على وجه الأرض. نادرًا ما ترتفع درجات الحرارة فوق -25 درجة مئوية (-13 درجة فهرنهايت) في الصيف ويمكن أن تنخفض إلى أقل من -80 درجة مئوية (-112 درجة فهرنهايت) في الشتاء. يبلغ متوسط درجة حرارة الهواء السنوية -54.5 درجة مئوية (-66.1 درجة فهرنهايت). الرطوبة فيها منخفضة وهي أيضًا جافة جدًا، مع هطول قليل جدًا أو معدوم على مدار العام.
لا تتعرض القبة لرياح سفحية هابطة بسبب موقعها المرتفع وبعدها النسبي عن حواف هضبة أنتاركتيكا. تبلغ سرعة الرياح في الشتاء هي 2.8 م/ث (6 ميل/س).

تقع قبة سي على أنتاركتيكا، وهي أكبر منطقة صحراوية متجمدة في العالم على الإطلاق. لا توجد حيوانات أو نباتات تعيش على مسافة تزيد عن بضع مئات من الأمتار من المحيط الجنوبي. ومع ذلك، رُصد طائرة كركر القطب الجنوبي وهو يحلق فوق المحطة، على بعد 1200 كيلومتر (750 ميل) من أقرب مصدر غذائي. يُعتقد أن هذه الطيور البحرية تعلمت عبور القارة المتجمدة بدلًا من الالتفاف حولها.
| البيانات المناخية لـقبة سي (1981–2010) | البيانات المناخية لـقبة سي (1981–2010) | البيانات المناخية لـقبة سي (1981–2010) | البيانات المناخية لـقبة سي (1981–2010) | البيانات المناخية لـقبة سي (1981–2010) | البيانات المناخية لـقبة سي (1981–2010) | البيانات المناخية لـقبة سي (1981–2010) | البيانات المناخية لـقبة سي (1981–2010) | البيانات المناخية لـقبة سي (1981–2010) | البيانات المناخية لـقبة سي (1981–2010) | البيانات المناخية لـقبة سي (1981–2010) | البيانات المناخية لـقبة سي (1981–2010) | البيانات المناخية لـقبة سي (1981–2010) | البيانات المناخية لـقبة سي (1981–2010) |
| الشهر                                  | يناير                                  | فبراير                                 | مارس                                   | أبريل                                  | مايو                                   | يونيو                                  | يوليو                                  | أغسطس                                  | سبتمبر                                 | أكتوبر                                 | نوفمبر                                 | ديسمبر                                 | المعدل السنوي                          |
| -------------------------------------- | -------------------------------------- | -------------------------------------- | -------------------------------------- | -------------------------------------- | -------------------------------------- | -------------------------------------- | -------------------------------------- | -------------------------------------- | -------------------------------------- | -------------------------------------- | -------------------------------------- | -------------------------------------- | -------------------------------------- |
| الدرجة القصوى °م (°ف)                  | −5.4 (22.3)                            | −12.9 (8.8)                            | −30.8 (−23.4)                          | −32.9 (−27.2)                          | −27.0 (−16.6)                          | −26.0 (−14.8)                          | −25.4 (−13.7)                          | −26.5 (−15.7)                          | −30.3 (−22.5)                          | −23.1 (−9.6)                           | −16.9 (1.6)                            | −5.5 (22.1)                            | −5.4 (22.3)                            |
| متوسط درجة الحرارة الكبرى °م (°ف)      | −22.2 (−8.0)                           | −32.7 (−26.9)                          | −47.1 (−52.8)                          | −56.8 (−70.2)                          | −59.9 (−75.8)                          | −57.1 (−70.8)                          | −57.6 (−71.7)                          | −56.8 (−70.2)                          | −52.9 (−63.2)                          | −44.3 (−47.7)                          | −31.5 (−24.7)                          | −22.5 (−8.5)                           | −45.1 (−49.2)                          |
| المتوسط اليومي °م (°ف)                 | −28.9 (−20.0)                          | −40.1 (−40.2)                          | −52.6 (−62.7)                          | −60.7 (−77.3)                          | −63.4 (−82.1)                          | −60.8 (−77.4)                          | −61.6 (−78.9)                          | −61.1 (−78.0)                          | −58.5 (−73.3)                          | −51.7 (−61.1)                          | −38.6 (−37.5)                          | −28.5 (−19.3)                          | −50.5 (−59.0)                          |
| متوسط درجة الحرارة الصغرى °م (°ف)      | −35.5 (−31.9)                          | −47.5 (−53.5)                          | −58.0 (−72.4)                          | −64.4 (−83.9)                          | −66.8 (−88.2)                          | −64.5 (−84.1)                          | −65.5 (−85.9)                          | −65.4 (−85.7)                          | −64.1 (−83.4)                          | −59.0 (−74.2)                          | −45.6 (−50.1)                          | −34.4 (−29.9)                          | −55.9 (−68.6)                          |
| أدنى درجة حرارة °م (°ف)                | −46.7 (−52.1)                          | −59.9 (−75.8)                          | −73.6 (−100.5)                         | −76.3 (−105.3)                         | −79.6 (−111.3)                         | −79.9 (−111.8)                         | −79.9 (−111.8)                         | −79.9 (−111.8)                         | −81.9 (−115.4)                         | −74.0 (−101.2)                         | −61.9 (−79.4)                          | −47.3 (−53.1)                          | −81.9 (−115.4)                         |
| الهطول مم (إنش)                        | −1.0 (0.0)                             | —                                      | —                                      | —                                      | —                                      | —                                      | —                                      | —                                      | —                                      | —                                      | —                                      | —                                      | —                                      |
| متوسط أيام هطول الأمطار (≥ 1 mm)       | −9.99                                  | —                                      | —                                      | —                                      | —                                      | —                                      | —                                      | —                                      | —                                      | —                                      | —                                      | —                                      | —                                      |
| المصدر #1: Météo climat stats          |                                        |                                        |                                        |                                        |                                        |                                        |                                        |                                        |                                        |                                        |                                        |                                        |                                        |
| المصدر #2: Météo Climat                |                                        |                                        |                                        |                                        |                                        |                                        |                                        |                                        |                                        |                                        |                                        |                                        |                                        |

## وصلات خارجية
- Another Dome C FAQ